# Artakserks I.
Artakserks I. (perzijsko اردشیر یکم‎‎, staroperzijsko Artaxšaça, (tisti) ki vlada (xšaça < *xšaϑram) po resnici (arta) hebrejsko אַרְתַּחְשַׁשְׂתָּא‎‎,  grško starogrško Ἀρταξέρξης, Artaksérkses) je bil peti perzijski kralj iz dinastije Ahemenidov, ki je vladal v letih 465-424 pr. n. št., * ni znano, † 424 pr. n. št.
Bil je tretji sin kralja Kserksa I. in morda Artasir, katerega Herodot omenja kot satrapa kraljeve satrapije Baktrije. V grških virih ima včasih vzdevek Dolgoroki (grško starogrško Mακρόχειρ. Makróheir, latinsko Longimanus), domnevno zato, ker je imel desno roko daljšo od leve.

## Prihod na prestol
Artakserks je bil rojen verjetno med vladavino svojega starega očeta Dareja I. Očeta Kserksa I. je leta 465 pr. n. št. s pomočjo evnuha Aspamitra umoril Artaban, poveljnik kraljeve osebne straže in najmočnejši človek na perzijskem dvoru. Grški zgodovinarji dogodke opisujejo kontradiktorno. Po Kteziju (Persica 20) je Artaban za umor obtožil kronskega princa in Kserksovega najstarejšega sina  Dareja in pregovoril Artakserksa, naj maščuje umor svojega očeta  in ubije Dareja. Po Aristotelu (Politika 5.1311b) je Artaban najprej ubil Dareja in za njim še Kserksa. Ko je Artakserks odkril morilca, je ubil Artabana in vse njegove sinove.

## Upor v Egiptu
Artakserks se je v letih 460-454 pr. n. št. ukvarjal z uporom v Egiptu pod vodstvom Inarja II., sina libijskega princa Psamtika, domnevno iz stare Saitske rodbine. Inaru II. so pomagali njegovi atenski zavezniki in porazili perzijsko armado pod poveljstvom satrapa Ahemena. Perzijci so se po porazu umaknili v Memfis. Atence je po dveh letih obleganja Memfisa leta 454 pr. n. št. dokončno porazila perzijska vojska pod poveljstvom Megabiza. Inarja so ujeli in odpeljali v Suso.

## Odnosi z Grčijo
Po perzijskem porazu pri Evrimedonu okoli leta 469 pr. n. št. so vojaške operacije med Grčijo in Perzijo obstale. Artakserks I.  je po prevzemu oblasti uvedel novo perzijsko strategijo slabljenja Atencev z iskanjem njihovih nasprotnikov v Grčiji, kar je posredno povzročilo atenski umik zakladnice Delske zveze z Delosa v atensko akropolo. Ukrep je sprožil vojno, ki se je začela leta 450 pr. n. št. z grškim napadom na  Ciper pod poveljstvom generala Kimona. Po Kimonovi smrti  pri Salamini na Cipru se je grška vojska umaknila. Sledila je sklenitev Kalijevega mirovnega sporazuma leta 449 pr. n. št, katerega je razen Aten in Perzije podpisal tudi  Argos. 
Ko so Temistokla izgnali iz Aten, mu je Artakserks I. ponudil azil, čeprav je bil kot zmagovalec  v bitki pri Salamini verjetno največji očetov sovražnik. Razen tega mu je prepustil  Magnezijo, Mios in Lampsak in ga oskrboval s kruhom, mesom in vinom. Dal mu je tudi Skepsis, kjer se je oskrboval z oblačili, in Perkot s prostorom  za  hišo.  Temistokel se je naučil perzijskega jezika in privzel perzijske navade.

## Ezrova in Neremijeva knjiga Stare zaveze
Artakserks je v Stari zavezi Svetega pisma opisan kot vladar, ki je pisno pooblastil Ezro, judovskega duhovnika (kohen) in pisarja, da v skladu s Kirovim ediktom prevzame odgovornost za cerkvene in posvetne zadeve judovskega ljudstva.  
Ezra je zato v prvem mesecu sedmega leta Artakserksove vladavine  zapustil Babilon na čelu skupine Judov, v kateri so bili tudi duhovniki in Leviti. V Jeruzalem so prišli prvi dan petega meseca sedmega leta (hebrejski koledar). 
Obnova judovske skupnosti v Jeruzalemu se je začela med vladavino Kira Velikega, ki je Judom dovolil vrnitev iz babilonskega ujetništva v Jeruzalem,  in se nadaljevala  obnovo Salomovovega templja. Veliko Judov se je v Jeruzalem vrnilo leta 538 pr n. št. in leta 536 pr. n. št postavilo temelje Drugega templja (Ezra 3:8). Po obdobju sporov je bil tempelj v šestem letu vladavine kralja Dareja  leta 516 pr. n. št. končno zgrajen (Ezra 6:15). 
V 21. letu Artakserksove vladavine (445 pr. n. št.) mu je kraljevi točaj Nehemija, ki je bi očitno tudi njegov prijatelj, potožil, da je judovsko ljudstvo v zelo neprijetnem položaju in da je Jeruzalem brez obrambe. Kralj ge je s priporočilnimi pismi mezopotamskim  guvernerjem za varen prehod poslal v Jeruzalem in k Asapu, čuvaju kraljevih gozdov, da pripravi hlodovino za citadelo ob jeruzalemskem templju in obnovo mestnega obzidja. Kraljev ukaz je bil izdan domnevno 13. marca 444 pr. n. št. Natančnega datuma svetopisemsko besedilo ne omenja niti ga potrjuje kakšen drug pisni vir.

## Medicinsko poročilo
Po medicinskem poročilu iz leta 2011  je bila  različna dolžina Artakserksovih rok posledica dedne bolezni nevrofibromatoze.

## Otoci
S kraljico Damaspijo
- Kserks II.

Z Alogino Babilonsko
- Sogdijan

S Kozmartideno Babilonsko
- Darej II.
- Arz

Z Andijo Babilonsko
- Bogapej
- Parisatis, žena Dareja II.

Z drugimi (?) neznanimi ženami
- Neimenovana  hčerka, žena Hierameneja, mati Avtobesaka in Mitreja.[18]

Z različnimi ženskami
- Enajst otrok.